# Monștrii 4
Monștrii 4 (în engleză Critters) este o comedie de groază științifico-fantastică din 1992 cu Don Keith Opper⁠(d), Terrence Mann⁠(d), Angela Bassett și Brad Dourif. Este al patrulea film al francizei Critters⁠(d), turnat concomitent cu al treilea film, din februarie până în iulie 1991. Spre deosebire de primele trei filme, acesta nu se desfășoară pe Pământ, ci pe o stație spațială în anul 2045.

## Intriga
Filmul începe cu ultimele scene din cel de-al treilea film. Când vânătorul de recompense Charlie McFadden este pe cale să distrugă ultimele două ouă ale creaturilor, acesta este întrerupt de o hologramă transmisă de prietenul său Ug, care îi interzice să le distrugă în baza unei legi intergalactice pe motiv că sunt ultimele din univers. Între timp, o capsulă trimisă de Consiliul Intergalactic se prăbușește în subsolul clădirii, iar acesta le depozitează înăuntru. În acel moment, trapa se închide și este lansată în spațiu.
Peste o jumătate de secol mai târziu, în 2045, echipajul navei de salvare RSS Tesla găsește capsula în spațiu și o aduce la bord. Nava este condusă de căpitanul Rick Buttram (Anders Hove) împreună cu inginerul Al „Albert” Bert (Brad Dourif), pilotul Fran (Angela Bassett), Bernie (Eric Da Re) și tânărul ucenic inginer Ethan (Paul Whitthorne).
După ce examinează capsula, Ethan observă emblema vechiului Consiliu Intergalactic pe partea laterală și pune sub semnul întrebării legalitatea revendicării acesteia. Grupul raportează descoperirea, iar nava primește un mesaj de la Ug, acum consilier al TerraCor, care este dispus să plătească pentru recuperarea capsulei.
În cele din urmă, echipajul decide să accepte oferta și aterizează pe o stație spațială deținută de companie. Aceștia descoperă că este abandonată, iar din reactorul său se scurg radiații. Căpitanul Rick decide să deschidă capsula și să-și însușească conținutul. Rick reușește să deschidă capacul și dă nas în nas cu Charlie. Înfuriat, acesta verifică interiorul capsulei, iar momentul următor este atacat de creaturi și ucis.
Ceilalți membri ai echipajului ascultă povestea lui Charlie despre creaturile Critters și acesta din urmă află că a fost prins în capsulă timp de 53 de ani. De asemenea, Ethan descoperă că pe stația spațială se desfășurau experimente pe diverse organisme extraterestre cu scopul de a obține o armă biologică, însă acestea au eșuat deoarece ființele nu erau capabile de reproducere rapidă. Mai mult, starea reactorului este una mai proastă decât se crezuse inițial; prin urmare, echipajul decide să părăsească stația.
Odată ajunși la navetă, Albert îi înmânează lui Charlie un vechi revolver Colt pentru a elimina creaturile. Acesta reușește să ucidă monștrii aflați în interior, însă în același timp distruge bordul de control al navetei și rămân prizonieri. O navetă a companiei TetraCor sosește pe stația spațială, dar în loc să fie ajutați, echipajul este amenințat de soldații lui Tetra. Albert este ucis, iar Fran este lovită și își pierde cunoștința. Charlie îl confruntă pe vechiul său prieten Ug, care îi aduce la cunoștință că „lucrurile se schimbă”.
În timp ce soldații lui Tetra caută ouăle de Critters, Ethan reușește să-i închidă într-un laborator alături de creaturile înfometate. Apoi, în timp ce jonglează cu trei ouă în fața lui Ug, Fran îl împușcă cu revolverul lui Charlie. Echipajul utilizează nava lui Tetra pentru a părăsi stația spațială. Aceasta explodează la scurt timp după plecarea lor, eliminând specia Critters pentru totdeauna.

## Distribuție
- Don Keith Opper - Charlie McFadden
- Terrence Mann - Ug / Consilierul Tetra
- Angela Bassett - Fran
- Brad Dourif - Al „Albert” Bert
- Anne Ramsay - Dr. McCormick
- Paul Whitthorne - Ethan
- Anders Hove - căpitanul Rick Buttram
- Eric Da Re - Bernie
- Martine Beswick - vocea sistemului Angela
- Jonas Brindgley - Dr. Franky

## Lansare
Monștrii 4 a fost lansat în format VHS pe 1 septembrie 1992 de New Line Home Entertainment⁠(d). Filmul a fost lansat pe DVD pe 13 septembrie 2005 de către Warner Home Video⁠(d). A fost relansat pe DVD alături de toate celalte patru filme Critters pe 7 septembrie 2010 de Warner Home Video.
Scream Factory, o subsidiară a Shout! Factory⁠(d), a lansat cele patru filme sub titlul „The Critters Collection” pe Blu-ray. Setul a fost lansat pe 27 noiembrie 2018.

## Web series
Warner Bros. a produs o web series⁠(d) influențată de filmele Critters. Critters: A New Binge⁠(d) a fost difuzat în premieră pe Shudder⁠(d) pe 21 martie 2019.